# 㟖岗耳叶马蓝
㟖岗耳叶马蓝（学名：Strobilanthes longgangensis）是爵床科马蓝属的植物。分布于中国大陆的广西等地，常生长在石灰岩山坡，目前尚未由人工引种栽培。
其种加词“longgangensis”意为“广西龙州县㟖岗国家级自然保护区的”。

## 别名
㟖岗马蓝（广西植物志）